# Psoloessa brachyptera
Psoloessa brachyptera är en insektsart som först beskrevs av Bruner, L. 1905.  Psoloessa brachyptera ingår i släktet Psoloessa och familjen gräshoppor. Inga underarter finns listade i Catalogue of Life.